# Матч всех звёзд НБА 2014
Матч всех звёзд 2014 года (англ. 2014 NBA All-Star Game) — показательная баскетбольная игра, которая прошла в Нью-Орлеане 16 февраля 2014 года. Эта игра стала 63 матчем всех звёзд в истории Национальной баскетбольной ассоциации. Матч всех звёзд 2014 года состоялся на домашней арене клуба «Нью-Орлеан Пеликанс» «Нью-Орлеан-арена». В Нью-Орлеане Матч всех звёзд будет проводиться во второй раз: город проводил мероприятия в 2008 году в «Нью-Орлеан-арене».
В матче всех звёзд НБА команда Восточной конференции одержала победу над командой Западной конференции со счётом 163—155. Титул самого ценного игрока получил Кайри Ирвинг.

## Матч всех звёзд

### Тренеры
Тренерами на матче всех звёзд НБА являются тренеры, чьи команды имеют самый большой процент побед в каждой конференции, исходя из статистики на 2 февраля 2014 года. Однако правило НБА гласит, что тренер, который уже тренировал команду звёзд в прошлом году, не может быть выбран в этом году, даже если у его команды лучший процент побед в своей конференции. Поэтому Грегг Попович и Эрик Споэльстра не могли быть выбраны.
Команду Восточной конференции возглавил главный тренер «Индиана Пэйсерс» Фрэнк Вогель. Он впервые стал главным тренером матча всех звёзд. Под его руководством клуб из Индианаполиса на 15 января 2014 года выиграл 30 матчей и проиграл 7 встреч.
Главным тренером звёзд Западной конференции был выбран наставник «Оклахома-сити Тандер» Скотт Брукс. Он был главным тренером матча всех звёзд в 2012 году. Под его руководством клуб из Оклахомы на 29 января 2014 года одержал 36 побед и потерпел 10 поражений.

### Игроки
Состав команд определяется двумя способами. Как и в предыдущие годы, стартовые пятёрки команд определяются голосованием болельщиков. Изменились правила для голосования болельщиков, выбирающих участников матча всех звёзд. Болельщики выбирают двух игроков задней линии и трёх игроков передней линии. Кандидатов на место в стартовых пятерках предложила группа журналистов, которые регулярно освещают НБА: Грег Энтони (NBA Digital), Мэри Шмитт Бойер (Cleveland Plain Dealer / PBWA), Зак Лоу (Grantland), и Джон Рид (New Orleans Times Picayune). Они выбрали по 24 игрока задней линии и 36 игроков передней линий для каждой конференции НБА. Голосование болельщиков завершится 20 января 2014 года. Игроков стартовой пятерок объявят 23 января на телеканале TNT.
Запасные игроки определяются голосованием среди главных тренеров команд соответствующей конференции. Тренер не имеет право голосовать за игроков своей команды. Запасные игроки команды состоят из двух защитников, трёх игроков передней линии и двух игроков вне зависимости от амплуа. При травме игрока замену ему определяет комиссар НБА. Запасных игроков объявят 30 января на телеканале TNT.
Леброн Джеймс из «Майами Хит» победил в голосовании среди болельщиков Восточной конференции с результатом 1416419. Леброн Джеймс, Кармело Энтони и Дуэйн Уэйд были игроками стартовой пятерки в предыдущей игре. Кайри Ирвинг и Пол Джордж дебютируют в стартовой пятерке матча всех звёзд.
Кевин Дюрант из «Оклахома-сити Тандер» стал лидером голосования Западной конференции с результатом 1396294. Коби Брайант должен участвовать в матче всех звёзд 16 раз. Коби Брайант, Блэйк Гриффин и Кевин Дюрант были игроками стартовой пятерки в предыдущей игре. Стефен Карри и Кевин Лав впервые выйдут в стартовой пятерке матча всех звёзд.

### Состав
| Поз.                                               | Игрок             | Команда                 | Участие           | Всего голосов     |
| Стартовая пятёрка                                  | Стартовая пятёрка | Стартовая пятёрка       | Стартовая пятёрка | Стартовая пятёрка |
| -------------------------------------------------- | ----------------- | ----------------------- | ----------------- | ----------------- |
| РЗ                                                 | Стефен Карри      | Голден Стэйт Уорриорз   | 1                 | 1047281           |
| АЗ                                                 | Коби БрайантINJ 1 | Лос-Анджелес Лэйкерс    | 16                | 988884            |
| Ф                                                  | Кевин Дюрант      | Оклахома-сити Тандер    | 5                 | 1396294           |
| ТФ                                                 | Блэйк Гриффин     | Лос-Анджелес Клипперс   | 4                 | 688466            |
| ТФ                                                 | Кевин Лав         | Миннесота Тимбервулвз   | 3                 | 661246            |
| Резервисты                                         |                   |                         |                   |                   |
| РЗ                                                 | Тони Паркер       | Сан-Антонио Спёрс       | 6                 | —                 |
| АЗ                                                 | Дамиан Лиллард    | Портленд Трэйл Блэйзерс | 1                 | —                 |
| ТФ                                                 | Ламаркус Олдридж  | Портленд Трэйл Блэйзерс | 3                 | —                 |
| ТФ                                                 | Дирк Новицки      | Даллас Маверикс         | 12                | —                 |
| Ц                                                  | Дуайт Ховард      | Хьюстон Рокетс          | 8                 | —                 |
| РЗ                                                 | Крис Пол          | Лос-Анджелес Клипперс   | 7                 | —                 |
| АЗ                                                 | Джеймс Харден1    | Хьюстон Рокетс          | 2                 | —                 |
| Ф/Ц                                                | Энтони ДэвисREP   | Нью-Орлеан Пеликанс     | 1                 | —                 |
| Главный тренер: Скотт Брукс (Оклахома-сити Тандер) |                   |                         |                   |                   |

| Поз.                                           | Игрок             | Команда            | Участие           | Всего голосов     |
| Стартовая пятёрка                              | Стартовая пятёрка | Стартовая пятёрка  | Стартовая пятёрка | Стартовая пятёрка |
| ---------------------------------------------- | ----------------- | ------------------ | ----------------- | ----------------- |
| РЗ                                             | Кайри Ирвинг      | Кливленд Кавальерс | 2                 | 860221            |
| АЗ                                             | Дуэйн Уэйд        | Майами Хит         | 10                | 929542            |
| Ф                                              | Леброн Джеймс     | Майами Хит         | 10                | 1416419           |
| Ф                                              | Кармело Энтони    | Нью-Йорк Никс      | 7                 | 935702            |
| Ф                                              | Пол Джордж        | Индиана Пэйсерс    | 2                 | 1211318           |
| Резервисты                                     |                   |                    |                   |                   |
| РЗ                                             | Джон Уолл         | Вашингтон Уизардс  | 1                 | —                 |
| АЗ                                             | Демар Дерозан     | Торонто Рэпторс    | 1                 | —                 |
| Ф                                              | Пол Миллсэп       | Атланта Хокс       | 1                 | —                 |
| ТФ                                             | Крис Бош          | Майами Хит         | 9                 | —                 |
| Ц                                              | Рой Хибберт       | Индиана Пэйсерс    | 2                 | —                 |
| Ф/Ц                                            | Джоаким Ноа       | Чикаго Буллз       | 2                 | —                 |
| З/Ф                                            | Джо Джонсон       | Бруклин Нетс       | 7                 | —                 |
| Главный тренер: Фрэнк Вогель (Индиана Пэйсерс) |                   |                    |                   |                   |

↑  Коби Брайант пропустит матч из-за травмы.

↑  Энтони Дэвис заменит Коби Брайанта.

1Джеймс Харден заменит в стартовой пятерке Коби Брайанта.

### Матч всех звёзд
| 16 февраля 2014 8:30 p.m. ET | Протокол | Восток                     | 163:155  | Запад                             | Нью-Орлеан-арена, Нью-Орлеан Зрителей: 14,727 Судьи: Виолет Палмер Марк Дэвис Джейсон Филлипс |
| 16 февраля 2014 8:30 p.m. ET | Протокол | 42:44, 34:45, 47:37, 40:29 |          |                                   | Нью-Орлеан-арена, Нью-Орлеан Зрителей: 14,727 Судьи: Виолет Палмер Марк Дэвис Джейсон Филлипс |
| 16 февраля 2014 8:30 p.m. ET | Протокол | Кайри Ирвинг 31            | Очки     | Кевин Дюрант, Блэйк Гриффин по 38 | Нью-Орлеан-арена, Нью-Орлеан Зрителей: 14,727 Судьи: Виолет Палмер Марк Дэвис Джейсон Филлипс |
| 16 февраля 2014 8:30 p.m. ET | Протокол | Леброн Джеймс 7            | Подборы  | Дуайт Ховард 11                   | Нью-Орлеан-арена, Нью-Орлеан Зрителей: 14,727 Судьи: Виолет Палмер Марк Дэвис Джейсон Филлипс |
| 16 февраля 2014 8:30 p.m. ET | Протокол | Кайри Ирвинг 14            | Передачи | Крис Пол 13                       | Нью-Орлеан-арена, Нью-Орлеан Зрителей: 14,727 Судьи: Виолет Палмер Марк Дэвис Джейсон Филлипс |

Первые очки в матче в составе обеих команд набрал Леброн Джеймс 2 слэм-данками. Блэйк Гриффин реализовал 9 бросков с игры в первой четверти, в том числе 7 бросков сверху. В перерыве между 1 и 2 четвертями Мэджик Джонсон поздравил Билла Расселла с днем рождения. Во второй четверти Энтони Дэвис забил несколько слэм-данков, а Кармело Энтони с Кевином Дюрантом устроили перестрелку. Дирк Новицки стал единственным игроком матча, который не набрал ни одного очка.
К середине третьей четверти команда Запада упрочила преимущества. В активе Блэйка Гриффина и Кевина Дюранта было по 30 очков. Но команда Востока совершила рывок 18—3. Почти за 2 минуты до конца матча Кевин Дюрант забил трёхочковый бросок и вывел команду Запада вперед со счетом 155—153. Затем 10 очков подряд набрали игроки Востока. Это Пол Джордж реализовал три штрафных броска, Леброн Джеймс и Кармело Энтони соответственно забили двухочковый и трёхочковый броски и снова Пол Джордж был дважды точен с линии штрафных.
Титул самого ценного игрока матча получил Кайри Ирвинг, который сделал дабл-дабл: 31 очко и 14 передач. Блэйк Гриффин и Кевин Дюрант повторили достижение по количеству очков в одном матче всех звёзд Рика Бэрри, набрав по 38 очков.

#### Восточная конференция
| Восточная конференция |                    |       |        |       |     |       |       |     |     |    |    |    |    |     |
| Стартовая пятёрка     | Клуб               | MIN   | FG     | 3FG   | FT  | OFFRB | DIFRB | TRB | AST | PF | ST | TO | BS | PTS |
| Пол Джордж            | Индиана Пэйсерс    | 33:08 | 6/13   | 1/5   | 5/5 | 1     | 4     | 5   | 5   | 2  | 2  | 1  | 0  | 18  |
| Кармело Энтони        | Нью-Йорк Никс      | 30:06 | 10/18  | 8/13  | 2/2 | 3     | 2     | 5   | 2   | 3  | 0  | 0  | 0  | 30  |
| Леброн Джеймс         | Майами Хит         | 33:08 | 11/22  | 0/7   | 0/0 | 1     | 6     | 7   | 7   | 0  | 3  | 1  | 0  | 22  |
| Дуэйн Уэйд            | Майами Хит         | 11:41 | 5/6    | 0/0   | 0/0 | 1     | 0     | 1   | 3   | 0  | 2  | 1  | 0  | 10  |
| Кайри Ирвинг          | Кливленд Кавальерс | 33:51 | 14/17  | 3/6   | 0/0 | 1     | 4     | 5   | 14  | 4  | 0  | 5  | 0  | 31  |
| Резерв                |                    |       |        |       |     |       |       |     |     |    |    |    |    |     |
| Рой Хибберт           | Индиана Пэйсерс    | 12:19 | 4/5    | 0/1   | 0/0 | 1     | 4     | 5   | 2   | 0  | 0  | 1  | 0  | 8   |
| Крис Бош              | Майами Хит         | 10:07 | 2/3    | 1/2   | 0/0 | 0     | 2     | 2   | 0   | 1  | 2  | 1  | 0  | 5   |
| Джо Джонсон           | Бруклин Нетс       | 10:06 | 2/7    | 1/6   | 0/0 | 0     | 1     | 1   | 1   | 0  | 0  | 0  | 0  | 5   |
| Демар Дерозан         | Торонто Рэпторс    | 14:52 | 4/7    | 0/1   | 0/0 | 1     | 2     | 3   | 2   | 0  | 0  | 0  | 0  | 8   |
| Джон Уолл             | Вашингтон Уизардс  | 15:04 | 5/7    | 0/1   | 2/2 | 0     | 5     | 5   | 4   | 1  | 2  | 3  | 0  | 12  |
| Пол Миллсэп           | Атланта Хокс       | 14:52 | 3/5    | 0/2   | 0/0 | 0     | 3     | 3   | 1   | 0  | 0  | 0  | 0  | 6   |
| Джоаким Ноа           | Чикаго Буллз       | 20:46 | 4/5    | 0/0   | 0/0 | 0     | 5     | 5   | 5   | 2  | 1  | 1  | 0  | 8   |
| Всего                 |                    |       | 70/115 | 14/44 | 9/9 | 9     | 38    | 47  | 46  | 13 | 12 | 14 | 0  | 163 |

#### Западная конференция
| Западная конференция |                         |       |        |       |      |       |       |     |     |    |    |    |    |     |
| Стартовая пятёрка    | Клуб                    | MIN   | FG     | 3FG   | FT   | OFFRB | DIFRB | TRB | AST | PF | ST | TO | BS | PTS |
| Кевин Дюрант         | Оклахома-сити Тандер    | 34:43 | 14/27  | 6/17  | 4/4  | 3     | 7     | 10  | 6   | 0  | 1  | 1  | 0  | 38  |
| Блэйк Гриффин        | Лос-Анджелес Клипперс   | 31:56 | 19/23  | 0/2   | 0/0  | 4     | 2     | 6   | 1   | 4  | 2  | 2  | 0  | 38  |
| Кевин Лав            | Миннесота Тимбервулвз   | 32:46 | 5/11   | 2/7   | 1/4  | 1     | 8     | 9   | 2   | 0  | 1  | 1  | 0  | 13  |
| Джеймс Харден        | Хьюстон Рокетс          | 23:46 | 3/7    | 2/6   | 0/0  | 0     | 1     | 1   | 5   | 1  | 1  | 2  | 0  | 8   |
| Стефен Карри         | Голден Стэйт Уорриорз   | 27:36 | 4/14   | 2/11  | 2/2  | 1     | 2     | 3   | 11  | 1  | 1  | 2  | 0  | 12  |
| Резерв               |                         |       |        |       |      |       |       |     |     |    |    |    |    |     |
| Крис Пол             | Лос-Анджелес Клипперс   | 24:29 | 4/9    | 1/4   | 2/2  | 2     | 2     | 4   | 13  | 1  | 3  | 3  | 0  | 11  |
| Тони Паркер          | Сан-Антонио Спёрс       | 11:25 | 2/5    | 0/0   | 0/0  | 1     | 1     | 2   | 1   | 0  | 0  | 1  | 0  | 4   |
| Дирк Новицки         | Даллас Маверикс         | 08:26 | 0/2    | 0/1   | 0/0  | 0     | 1     | 1   | 0   | 0  | 0  | 0  | 0  | 0   |
| Дуайт Ховард         | Хьюстон Рокетс          | 13:17 | 4/6    | 0/2   | 0/0  | 4     | 7     | 11  | 3   | 0  | 0  | 0  | 0  | 8   |
| Ламаркус Олдридж     | Портленд Трэйл Блэйзерс | 13:17 | 2/9    | 0/0   | 0/0  | 3     | 2     | 5   | 0   | 0  | 0  | 0  | 0  | 4   |
| Энтони Дэвис         | Нью-Орлеан Пеликанс     | 09:35 | 5/6    | 0/0   | 0/0  | 0     | 1     | 1   | 0   | 0  | 2  | 1  | 0  | 10  |
| Дамиан Лиллард       | Портленд Трэйл Блэйзерс | 08:44 | 3/8    | 3/6   | 0/0  | 0     | 1     | 1   | 0   | 1  | 0  | 1  | 0  | 9   |
| Всего                |                         |       | 65/127 | 16/56 | 9/12 | 19    | 35    | 54  | 42  | 8  | 11 | 14 | 0  | 155 |

### Рекорды матча всех звёзд 2014 года
Во время 63 матча всех звёзд было обновлено свыше 10 рекордов.

#### Командные рекорды
- Очки
  - Наибольшее количество очков в одном матче у одной команды: 163 (Восток)
  - Наибольшее количество очков в одном матче в обеих командах: 318
  - Наибольшее количество очков в одной половине матча в обеих командах: 165
- Броски с игры
  - Наибольший процент попаданий бросков с игры в обеих командах: 0.558 (135/242)
  - Наибольшее количество реализованных бросков с игры у одной команды: 70 (Восток)
  - Наибольшее количество реализованных бросков с игры в обеих командах: 135
- Трёхочковые броски
  - Наибольшее количество реализованных трёхочковых бросков в матче у одной команды: 16 (Запад)
  - Наибольшее количество реализованных трёхочковых бросков в матче в обеих командах: 30
  - Наибольшее количество попыток трёхочковых бросков в матче у одной команды: 56 (Восток)
  - Наибольшее количество попыток трёхочковых бросков в матче в обеих командах: 100
- Штрафные броски
  - Наибольший процент реализации штрафных бросков в обеих командах: 0.857 (18/21)
- Передачи
  - Наибольшее количество передач в обеих командах: 88

#### Индивидуальные рекорды
- Очки
  - Наибольшее количество очков в половине матча 24 Кайри Ирвинг (аналогичное достижение Глена Райса 1997)
- Броски с игры
  - Наибольшее количество реализованных бросков с игры в матче: 19 Блэйк Гриффин
  - Наибольшее количество реализованных бросков с игры в половине матча: 10 Блэйк Гриффин
  - Наибольшее количество реализованных бросков с игры в четверти матча: 9 Блэйк Гриффин
- Трёхочковые броски
  - Наибольшее количество реализованных трёхочковых бросков в матче: 8 Кармело Энтони
  - Наибольшее количество попыток трёхочковых бросков в матче: 17 Кевин Дюрант
  - Наибольшее количество попыток трёхочковых бросков с игры в половине матча: 11 Кевин Дюрант

## Матч восходящих звёзд НБА

### Состав
Матч новичков НБА или матч восходящих звёзд НБА представляет собой встречу игроков, которые выступают первый год в НБА («Новички»), и баскетболистов, играющих второй год в НБА («Второгодки»). Участвующие игроки выбираются путём голосования среди ассистентов главных тренеров клубов НБА. Грант Хилл и Крис Уэббер, которые будут служить генеральными менеджерами, проведут драфт игроков. В результате сформируются две команды по девять баскетболистов, состоящие как из «Новичков», так из «Второгодок». После проведенной процедуры драфта болельщики будут выбирать двух игроков задней линии и трёх игроков передней линии для определения стартового состава.
Энтони Беннетт стал вторым баскетболистом, не приглашенным на матч новичков с момента создания матча, который был выбран под первым номером драфта НБА.
На матч были приглашены два «новичка», которые были выбраны в числе первых девяти баскетболистов на драфте НБА 2013 года: Трей Бёрк, Виктор Оладипо. На матч были выбраны пять «второгодок», которые выступали на прошлогоднем матче восходящих звёзд: Брэдли Бил, Энтони Дэвис, Дамиан Лиллард, Харрисон Барнс, Дион Уэйтерс.
| Раунд                                                | Пик    | Поз. | Игрок                | Команда              | Сезон |
| ---------------------------------------------------- | ------ | ---- | -------------------- | -------------------- | ----- |
| 1                                                    | 1      | Ф/Ц  | Энтони Дэвис         | Нью-Орлеан Пеликанс  | 2     |
| 2                                                    | 4      | З    | Майкл Картер-Уильямс | Филадельфия 76       | 1     |
| 3                                                    | 6      | З    | Тим Хардуэй          | Нью-Йорк Никс        | 1     |
| 4                                                    | 8      | З    | Трей Бёрк            | Юта Джаз             | 1     |
| 5                                                    | 10     | Ф    | Джаред Саллинджер    | Бостон Селтикс       | 2     |
| 6                                                    | 12     | Ф/Ц  | Мэйсон Пламли        | Бруклин Нетс         | 1     |
| 7                                                    | 14     | З    | Виктор Оладипо       | Орландо Мэджик       | 1     |
| Жребий                                               | Жребий | Ц    | Стивен Адамс         | Оклахома-сити Тандер | 1     |
| Жребий                                               | Жребий | Ф/Ц  | Келли Олиник         | Бостон Селтикс       | 1     |
| Главный тренер: Рекс Каламиан (Оклахома-сити Тандер) |        |      |                      |                      |       |
| Генеральный менеджер: Крис Уэббер                    |        |      |                      |                      |       |

| Раунд                                            | Пик    | Поз. | Игрок            | Команда                 | Сезон |
| ------------------------------------------------ | ------ | ---- | ---------------- | ----------------------- | ----- |
| 1                                                | 2      | З    | Дамиан Лиллард   | Портленд Трэйл Блэйзерс | 2     |
| 2                                                | 3      | З    | Брэдли Бил       | Вашингтон Уизардс       | 2     |
| 3                                                | 5      | Ц    | Андре Драммонд   | Детройт Пистонс         | 2     |
| 4                                                | 7      | Ф    | Харрисон Барнс   | Голден Стэйт Уорриорз   | 2     |
| 5                                                | 9      | Ф    | Терренс Джонс    | Хьюстон Рокетс          | 2     |
| 6                                                | 11     | Ф/З  | Яннис Адетокунбо | Милуоки Бакс            | 1     |
| 7                                                | 13     | Ц    | Йонас Валанчюнас | Торонто Рэпторс         | 2     |
| Жребий                                           | Жребий | З    | Дион Уэйтерс     | Кливленд Кавальерс      | 2     |
| Жребий                                           | Жребий | Ф/Ц  | Перо АнтичINJ    | Атланта Хокс            | 1     |
| —                                                | —      | Ц    | Майлс ПламлиREP  | Финикс Санз             | 2     |
| Главный тренер: Нейт Макмиллан (Индиана Пэйсерс) |        |      |                  |                         |       |
| Генеральный менеджер: Грант Хилл                 |        |      |                  |                         |       |

↑ Перо Антич пропустит матч из-за травмы.

↑ Майлс Пламли заменит Перо Антича.

### Матч восходящих звёзд
| 14 февраля 2014 9:00 p.m. ET | Протокол | Уэббер                           | 136:142  | Хилл              | Нью-Орлеан-арена, Нью-Орлеан Зрителей: 14,727 Судьи: Кевин Катлер; Ник Бачерт ; Брент Барнаки |
| 14 февраля 2014 9:00 p.m. ET | Протокол | Счёт по половинам: 66:67, 70:75. |          |                   | Нью-Орлеан-арена, Нью-Орлеан Зрителей: 14,727 Судьи: Кевин Катлер; Ник Бачерт ; Брент Барнаки |
| 14 февраля 2014 9:00 p.m. ET | Протокол | Тим Хардуэй 36                   | Очки     | Дион Уэйтерс 31   | Нью-Орлеан-арена, Нью-Орлеан Зрителей: 14,727 Судьи: Кевин Катлер; Ник Бачерт ; Брент Барнаки |
| 14 февраля 2014 9:00 p.m. ET | Протокол | Энтони Дэвис 8                   | Подборы  | Андре Драммонд 25 | Нью-Орлеан-арена, Нью-Орлеан Зрителей: 14,727 Судьи: Кевин Катлер; Ник Бачерт ; Брент Барнаки |
| 14 февраля 2014 9:00 p.m. ET | Протокол | Майкл Картер-Уильямс 9           | Передачи | Дион Уэйтерс 7    | Нью-Орлеан-арена, Нью-Орлеан Зрителей: 14,727 Судьи: Кевин Катлер; Ник Бачерт ; Брент Барнаки |

Победу со счётом 142—136 праздновала команда Хилла. За 2 минуты и 44 секунды до конца 2 половины матча вперед вышла команда Хилла с разницей 2 очка. За оставшиеся время она сумела не только сохранить преимущество, но и увеличить его на 4 очка. На последней минуте матча команда Уэббера нарушала правила на игроках команды Хилла, чтобы остановить время и иметь шанс перевести игру в овертайм. MVP матча восходящих звёзд НБА был признан Андре Драммонд, который сделал дабл-дабл: набрал 30 очков и собрал 25 подборов (новый рекорд матча новичков по числу подборов). Самым результативным игроков в составе команды Хилла стал Дион Уэйтерс 31 очков. Лучшим снайпером матча стал игрок команды Уэббера Тим Хардуэй, который набрал 36 очков.

#### Команда Уэббера
| Команда Уэббера      |                      |       |        |       |     |       |       |     |     |    |    |    |    |     |
| Стартовая пятёрка    | Клуб                 | MIN   | FG     | 3FG   | FT  | OFFRB | DIFRB | TRB | AST | PF | ST | TO | BS | PTS |
| Келли Олиник         | Бостон Селтикс       | 25:27 | 4/5    | 1/2   | 0/0 | 1     | 0     | 1   | 2   | 1  | 3  | 1  | 1  | 9   |
| Джаред Саллинджер    | Бостон Селтикс       | 20:07 | 5/11   | 3/9   | 0/0 | 0     | 2     | 2   | 4   | 2  | 0  | 1  | 2  | 13  |
| Энтони Дэвис         | Нью-Орлеан Пеликанс  | 28:40 | 8/14   | 0/0   | 0/0 | 2     | 6     | 8   | 4   | 3  | 3  | 1  | 2  | 16  |
| Виктор Оладипо       | Орландо Мэджик       | 20:11 | 6/10   | 1/4   | 0/0 | 0     | 1     | 1   | 4   | 0  | 0  | 0  | 0  | 13  |
| Майкл Картер-Уильямс | Филадельфия 76       | 23:54 | 7/12   | 0/4   | 3/3 | 3     | 3     | 6   | 9   | 0  | 1  | 3  | 1  | 17  |
| Резерв               |                      |       |        |       |     |       |       |     |     |    |    |    |    |     |
| Трей Бёрк            | Юта Джаз             | 20:38 | 3/12   | 0/7   | 0/0 | 0     | 0     | 0   | 6   | 1  | 1  | 0  | 0  | 6   |
| Стивен Адамс         | Оклахома-сити Тандер | 17:41 | 3/3    | 0/0   | 0/0 | 2     | 0     | 2   | 0   | 3  | 2  | 1  | 4  | 6   |
| Тим Хардуэй          | Нью-Йорк Никс        | 24:29 | 12/23  | 7/16  | 5/6 | 0     | 1     | 1   | 2   | 3  | 0  | 1  | 0  | 36  |
| Мэйсон Пламли        | Бруклин Нетс         | 18:54 | 10/13  | 0/0   | 0/0 | 3     | 4     | 7   | 1   | 2  | 4  | 2  | 1  | 20  |
| Всего                |                      |       | 58/103 | 12/42 | 8/9 | 11    | 17    | 28  | 32  | 15 | 14 | 10 | 11 | 136 |

#### Команда Хилла
| Команда Хилла     |                         |       |       |       |       |       |       |     |     |    |    |    |    |     |
| Стартовая пятёрка | Клуб                    | MIN   | FG    | 3FG   | FT    | OFFRB | DIFRB | TRB | AST | PF | ST | TO | BS | PTS |
| Харрисон Барнс    | Голден Стэйт Уорриорз   | 23:41 | 5/12  | 2/5   | 4/4   | 0     | 3     | 3   | 3   | 0  | 2  | 0  | 0  | 16  |
| Андре Драммонд    | Детройт Пистонс         | 28:26 | 12/21 | 0/0   | 6/8   | 14    | 11    | 25  | 1   | 2  | 1  | 3  | 1  | 30  |
| Йонас Валанчюнас  | Торонто Рэпторс         | 19:01 | 2/4   | 0/1   | 0/0   | 0     | 2     | 2   | 2   | 1  | 0  | 3  | 0  | 4   |
| Брэдли Бил        | Вашингтон Уизардс       | 28:12 | 7/13  | 4/8   | 3/4   | 2     | 3     | 5   | 4   | 0  | 2  | 2  | 0  | 21  |
| Дамиан Лиллард    | Портленд Трэйл Блэйзерс | 30:04 | 6/14  | 1/5   | 0/0   | 2     | 3     | 5   | 5   | 1  | 2  | 2  | 0  | 13  |
| Резерв            |                         |       |       |       |       |       |       |     |     |    |    |    |    |     |
| Дион Уэйтерс      | Кливленд Кавальерс      | 21:44 | 10/14 | 4/6   | 7/8   | 0     | 1     | 1   | 7   | 3  | 3  | 2  | 0  | 31  |
| Терренс Джонс     | Хьюстон Рокетс          | 16:19 | 7/10  | 0/1   | 0/0   | 1     | 5     | 6   | 0   | 0  | 0  | 1  | 0  | 14  |
| Яннис Адетокунбо  | Милуоки Бакс            | 17:11 | 3/3   | 0/0   | 3/4   | 1     | 1     | 2   | 2   | 1  | 0  | 2  | 1  | 9   |
| Майлс Пламли      | Финикс Санз             | 15:22 | 2/2   | 0/0   | 0/ 0  | 1     | 2     | 3   | 0   | 1  | 0  | 3  | 1  | 4   |
| Всего             |                         |       | 54/93 | 11/26 | 23/28 | 21    | 31    | 52  | 24  | 9  | 10 | 18 | 3  | 142 |

## Матч знаменитостей НБА

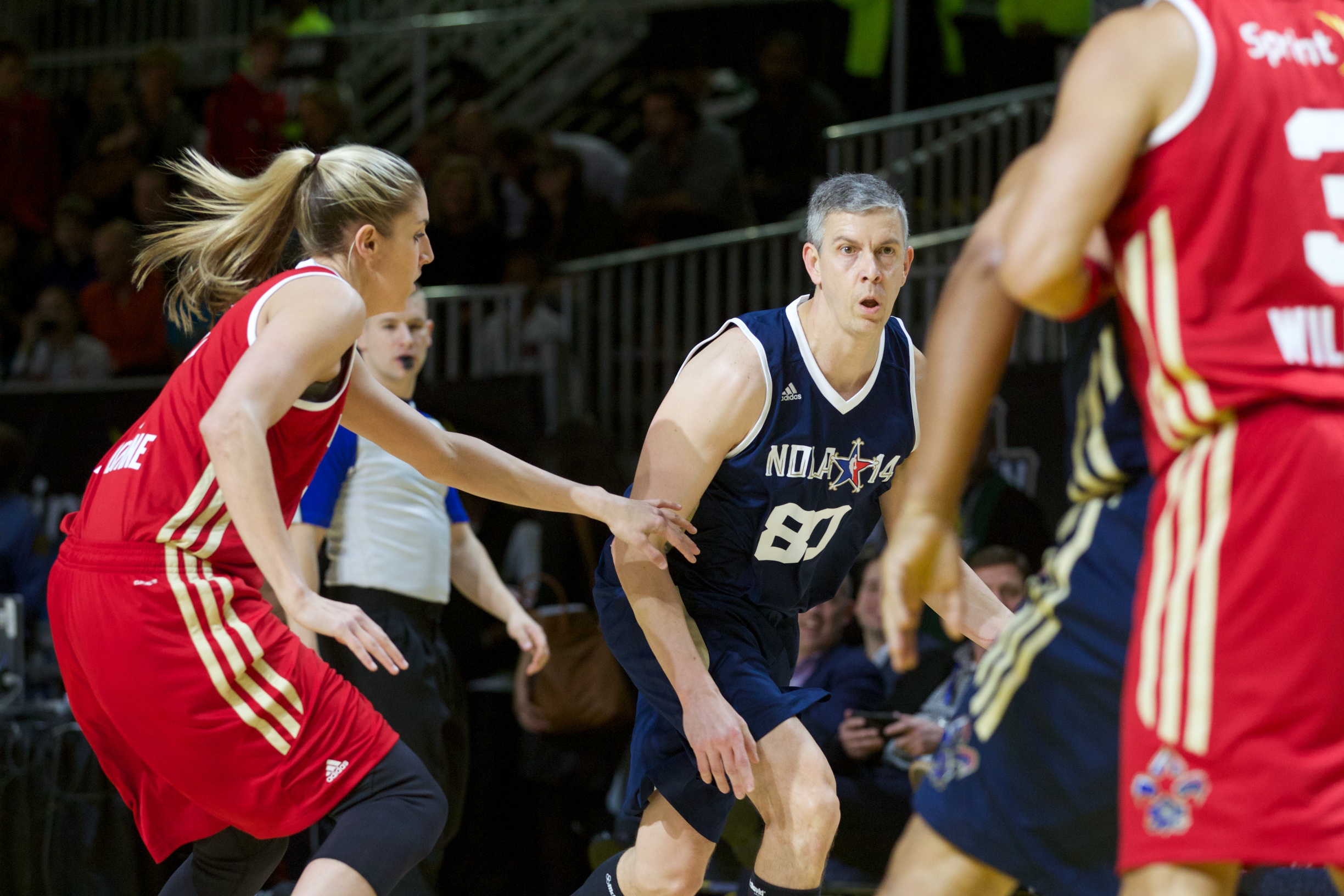
Арне Дункан играет в матче знаменитостей в 2014 году

Матч знаменитостей прошел 14 февраля 2014 года в Sprint Arena в Нью-Орлеане. В игре приняло участие 18 знаменитостей, включая бывшего игрока НБА и нескольких действующих игроков ВНБА. Тренерами команд стали Билл Симмонс и Джален Роуз. В матче приняли участие бывшие игроки НБА: Джален Роуз (как тренер) и Брюс Боуэн (как участник матча). Скайлар Диггинс, Тамика Кэтчингс, Елена Делле Донн стали представителями WNBA.
Благодаря Арне Дункану, который набрал 20 очков, отдал 6 передач и сделал 11 подборов, победу со счётом 60—56 праздновала команда Востока. Голосованием болельщиков самым ценным игроком матча знаменитостей был признан Кевин Харт, который набрал 7 очков и отдал 4 передачи. Однако Кевин Харт передал награду самого ценного игрока матча Арне Дункану.
| Игрок                                                    | Профессия                   |
| -------------------------------------------------------- | --------------------------- |
| Брюс Боуэн (2)                                           | Легенда НБА                 |
| Ник Кэннон (6)                                           | Телеведущей/Актёр           |
| Скайлар Диггинс                                          | Игрок WNBA                  |
| Арне Дункан (4)                                          | Министр образования США     |
| Майк Гринберг                                            | Ведущий на ESPN Radio       |
| Кристен Ледлоу                                           | Ведущая на NBA Inside Stuff |
| Ромео Миллер (2)                                         | Актёр                       |
| Стэн Верретт                                             | Ведущий на ESPN             |
| Валей                                                    | Певец                       |
| Главный тренер: Джален Роуз (Легенда НБА и аналитик НБА) |                             |

| Игрок                                       | Профессия                |
| ------------------------------------------- | ------------------------ |
| Тамика Кэтчингс                             | Игрок WNBA               |
| Елена Делле Донн                            | игрок WNBA               |
| Snoop Dogg                                  | Певец/Актёр              |
| Майк Голик                                  | Ведущий на ESPN Radio    |
| Кевин Харт (4)                              | Комедийный актёр         |
| Эрин Хитертон                               | Модель Victoria’s Secret |
| Терренс Дженкинс (3)                        | Телеведущий E! News      |
| Майкл Б. Джордан                            | Актёр                    |
| Джесси Уильямс (2)                          | Актёр                    |
| Главный тренер: Билл Симмонс (НБА аналитик) |                          |

## Конкурсы звёздного уикенда

### Звёздный конкурс бросков
В звездном конкурсе бросков изменений по сравнению с прошлым годом не произошло. В конкурсе приняли участие 4 команды из 3 участников. По 2 команды представляли Восточную и Западную конференции. В составе каждой команды выступал действующий игрок НБА, действующий игрок ВНБА и «легенда НБА».
Команда Восточной конференции во главе Крисом Бошем защитила свой титул в звёздном конкурсе бросков. В финале она была быстрее команды во главе Кевином Дюрантом.
| Имя команды | Игрок            | Клуб               | Первый раунд | Финал |
| ----------- | ---------------- | ------------------ | ------------ | ----- |
| Команда 1   | Тим Хардуэй      | Нью-Йорк Никс      | 1:25         | -     |
| Команда 1   | Елена Делле Донн | Чикаго Скай        | 1:25         | -     |
| Команда 1   | Тим Хардуэй      | (завершил карьеру) | 1:25         | -     |
| Команда 2   | Крис Бош         | Майами Хит         | 35.6         | 31.4  |
| Команда 2   | Свин Кэш         | Чикаго Скай        | 35.6         | 31.4  |
| Команда 2   | Доминик Уилкинс  | (завершил карьеру) | 35.6         | 31.4  |

| Имя команды | Игрок           | Клуб                     | Первый раунд | Финал |
| ----------- | --------------- | ------------------------ | ------------ | ----- |
| Команда 1   | Стивен Карри    | Голден Стэйт Уорриорз    | 1:05         | -     |
| Команда 1   | Бекки Хэммон    | Сан-Антонио Силвер Старз | 1:05         | -     |
| Команда 1   | Делл Карри      | (завершил карьеру)       | 1:05         | -     |
| Команда 2   | Кевин Дюрант    | Оклахома-сити Тандер     | 1:00         | 43.6  |
| Команда 2   | Скайлар Диггинс | Талса Шок                | 1:00         | 43.6  |
| Команда 2   | Карл Мэлоун     | (завершил карьеру)       | 1:00         | 43.6  |

### Конкурс умений
В конкурсе умений изменился формат соревнования. По 2 команды, состоящие из 2 баскетболистов, будут представляют Восточную и Западную конференции.
Дамиан Лиллард успешно защитил свой титул 2013 года, благодаря помощи Трея Бёрка. В финале, с разницей в десятую долю секунды, были побеждены Майкл Картер-Уильямс и Виктор Оладипо.
| Команда   | Поз.  | Игрок                | Клуб            | Рост | Вес | Первый раунд | Финал |
| --------- | ----- | -------------------- | --------------- | ---- | --- | ------------ | ----- |
| Команда 1 | З/Ф   | Яннис Адетокунбо     | Милуоки Бакс    | 206  | 93  | 45,0         | -     |
| Команда 1 | АЗ/ЛФ | Демар Дерозан        | Торонто Рэпторс | 201  | 100 | 45,0         | -     |
| Команда 2 | РЗ    | Майкл Картер-Уильямс | Филадельфия 76  | 198  | 85  | 43,3         | 45,3  |
| Команда 2 | АЗ    | Виктор Оладипо       | Орландо Мэджик  | 193  | 98  | 43,3         | 45,3  |

| Команда   | Поз. | Игрок          | Клуб                    | Рост | Вес | Первый раунд | Финал |
| --------- | ---- | -------------- | ----------------------- | ---- | --- | ------------ | ----- |
| Команда 1 | РЗ   | Трей Бёрк      | Юта Джаз                | 185  | 86  | 40,6         | 45,2  |
| Команда 1 | РЗ   | Дамиан Лиллард | Портленд Трэйл Блэйзерс | 191  | 88  | 40,6         | 45,2  |
| Команда 2 | РЗ   | Горан Драгич   | Финикс Санз             | 193  | 86  | 42,3         | -     |
| Команда 2 | РЗ   | Реджи Джексон  | Оклахома-Сити Тандер    | 191  | 94  | 42,3         | -     |

### Конкурс трёхочковых бросков
В конкурсе трёхочковых бросков изменились правила. По 4 участника представляют Восточную и Западную конференции. Самые результативные конкурсанты конференций выходят в финал. Раньше на каждой из пяти «точек» игроку предоставляется 4 мяча, каждое попадание оценивается в одно очко, а также есть специальный «призовой мяч», достоинством в 2 балла. В 2014 году будет четыре стойки, как в предыдущие годы и одна стойка с 5 специальными «призовыми мячами» достоинством в 2 балла. Игрок сам выбирает, на какой «точке» будет стойка с «призовыми мячами».
Марко Белинелли представлял в финале Западную конференцию. Брэдли Бил стал финалистом конкурса от Восточной конференции. Оба в финале они забили по 19 очков. В суперфинале Марко Белинелли забил больше трёхочковых бросков, чем Брэдли Бил.
| Поз.  | Игрок         | Команда            | Рост | Вес | Первый раунд | Финал | Суперфинал |
| ----- | ------------- | ------------------ | ---- | --- | ------------ | ----- | ---------- |
| АЗ/ЛФ | Аррон Аффлало | Орландо Мэджик     | 196  | 98  | 15           | -     | -          |
| АЗ    | Брэдли Бил    | Вашингтон Уизардс  | 196  | 94  | 21           | 19    | 18         |
| РЗ    | Кайри Ирвинг  | Кливленд Кавальерс | 191  | 88  | 17           | -     | -          |
| АЗ/ЛФ | Джо Джонсон   | Бруклин Нетс       | 201  | 109 | 11           | -     | -          |

| Поз. | Игрок           | Команда                 | Рост | Вес | Первый раунд | Финал | Суперфинал |
| ---- | --------------- | ----------------------- | ---- | --- | ------------ | ----- | ---------- |
| АЗ   | Марко Белинелли | Сан-Антонио Спёрс       | 196  | 88  | 19           | 19    | 24         |
| РЗ   | Дамиан Лиллард  | Портленд Трэйл Блэйзерс | 191  | 88  | 18           | -     | -          |
| Ф/Ц  | Кевин Лав       | Minnesota Timberwolves  | 210  | 110 | 16           | -     | -          |
| РЗ   | Стивен Карри    | Голден Стэйт Уорриорз   | 191  | 84  | 16           | -     | -          |

### Слэм-данк контест
В слэм-данк контесте в 2014 году изменились правила. Впервые в конкурсе не будет индивидуального победителя, а чемпионом станет команда Восточной или Западной конференции. В первом раунде каждой команде за 90 секунд предоставляет выполнить любое количество данков. После его окончания коллегия судей определяет победителя — Восток или Запад. Победитель первого раунда получит право выбирать очередность во втором раунде. Во втором раунде будут индивидуальные поединки между представителями команд, которые будут оценивать судьи. Данкер, проигравший поединок, выбывает из конкурса. Команда, которая первая выиграет 3 поединка, станет чемпионом слэм-данк контеста. По окончании конкурса болельщики посредством голосования будут выбирать «лучшего данкера ночи».
| Поз. | Игрок        | Команда           | Рост | Вес |
| ---- | ------------ | ----------------- | ---- | --- |
| ЛФ   | Пол Джордж   | Индиана Пэйсерс   | 206  | 100 |
| АЗ   | Терренс Росс | Торонто Рэпторс   | 198  | 88  |
| РЗ   | Джон Уолл    | Вашингтон Уизардс | 193  | 88  |

| Поз. | Игрок          | Команда                 | Рост | Вес |
| ---- | -------------- | ----------------------- | ---- | --- |
| ЛФ   | Харрисон Барнс | Голден Стэйт Уорриорз   | 203  | 95  |
| РЗ   | Дамиан Лиллард | Портленд Трэйл Блэйзерс | 191  | 88  |
| АЗ   | Бен Маклемор   | Сакраменто Кингз        | 196  | 88  |

Мэджик Джонсон, Джулиус Ирвинг и Доминик Уилкинс были судьями слэм-данк контеста. Победу в первом раунде одержала команда Востока. Её представители во втором раунде Терренс Росс, Пол Джордж, Джон Уолл выиграли соответственно свои поединки против Дамиана Лилларда, Харрисона Барнса, Бена Маклемора. Таким образом, чемпионом слэм-данк контеста стала команда Востока. Болельщики посредством голосования назвали Джона Уолла «лучшим данкером ночи».

### Субботняя ночь всех звёзд
Субботняя ночь всех звёзд (англ. All-Star Saturday Night) — командное соревнование между Восточной и Западной конференций НБА по итогам конкурсов звёздного уикенда. По итогам каждого состязание выигравшая конкурс команда получает право передать на благотворительность 100 тысяч долларов США, а проигравшая команда — 25 тысяч долларов США. По итогам всех конкурсов звёздного уикенда каждая конференция передала на благотворительные цели по 250 тысяч долларов США.
| Конкурс                     | Восток | Запад  |
| --------------------------- | ------ | ------ |
| Звёздный конкурс бросков    | 100000 | 25000  |
| Конкурс умений              | 25000  | 100000 |
| Конкурс трёхочковых бросков | 25000  | 100000 |
| Слэм-данк контест           | 100000 | 25000  |
| Всего                       | 250000 | 250000 |